# Säljö
Säljö är en ö i Blekinge skärgård som ligger utanför Lyckeby i Karlskrona kommun.
Ön är mest känt för barnkoloniverksamhet.
På ön finns idag också en gästhamn, restaurang, stugby och vandrarhem.